# Meira argovae
Meira argovae är en svampart som beskrevs av Boekhout, Scorzetti, Gerson & Sztejnb. 2003. Meira argovae ingår i släktet Meira, klassen Exobasidiomycetes, divisionen basidiesvampar och riket svampar.   Inga underarter finns listade i Catalogue of Life.